# Digimon Adventure tri.
Digimon Adventure tri. (デジモンアドベンチャーtri.?, Dejimon Adobenchā Torai) è una serie di film anime del media franchise giapponese Digimon creato da Akiyoshi Hongo, nonché la continuazione diretta della serie originale del 1999, Digimon Adventure, e del suo seguito, Digimon Adventure 02. La serie celebra il quindicesimo anniversario dell'anime.
Il primo film, Saikai (再会? lett. Riunione), è stato distribuito il 21 novembre 2015 nei cinema, mentre i DVD e i Blu-ray sono stati resi disponibili sempre in Giappone a partire dal 18 dicembre 2015.
Il secondo film, Ketsui (決意? lett. Determinazione), è stato distribuito il 12 marzo 2016 nei cinema, mentre i DVD e i Blu-ray sempre in Giappone a partire dal 2 aprile 2016.
Il terzo film,  Kokuhaku (告白? lett. Confessione), è stato distribuito il 24 settembre 2016 nei cinema, ed in seguito il 2 novembre 2016 in home video.
Il quarto film, Sōshitsu (損失? lett. Perdita), è stato distribuito il 25 febbraio 2017 ed è stato pubblicato in home video dal 4 aprile 2017.
Il quinto film, Kyōsei (共生? lett. Simbiosi), è stato distribuito il 29 settembre 2017 ed è stato pubblicato in home video dal 2 novembre 2017.
Il sesto ed ultimo film, Bokura no mirai (ぼくらの未来? lett. Il nostro futuro), è stato distribuito il 5 maggio 2018.
I film vengono trasmessi in streaming da Crunchyroll, Hulu ed AnimeLab nei territori al di fuori del Giappone sotto forma di episodi.

## Trama

### Saikai
Sono passati tre anni dalla sconfitta di MaloMyotismon. Il film si apre con quattro dei sei Digiprescelti di seconda generazione, Motomiya Daisuke (Davis), Inoue Miyako (Yolei), Hida Iori (Cody) e Ichijōji Ken (Ken), che crollano dinanzi a un nuovo, terribile avversario.
Taichi Yagami (Tai) è ora diciassettenne e frequenta il liceo, ma lui e gli altri prescelti, ad eccezione di Yamato (Matt) e Sora, ultimamente si sono persi di vista, ognuno preso dai propri impegni quotidiani, tanto che quando Taichi chiede a tutti loro se potranno assistere alla sua prossima partita di calcio nessuno si dice disponibile.
Contemporaneamente, in città, cominciano a verificarsi strani blackout e problemi alle linee telefoniche, e la domenica della partita, poco prima del calcio d'inizio, un Kuwagamon compare dal nulla iniziando a seminare il panico per tutta Odaiba. Taichi, nel tentativo di proteggere i civili inermi, attira su di sé l'attenzione del Digimon, rendendosi però ben presto conto di come lui da solo non possa fare nulla per contrastare il nemico. Fortunatamente, all'ultimo momento, Agumon giunge in suo aiuto, digievolvendo in Greymon e dando vita a un acceso conflitto che, tramite una serie di portali digitali apparsi apparentemente senza motivo, si sposta fino all'aeroporto internazionale di Haneda.
Taichi, portato a sua volta all'aeroporto dal suo professore, il signor Nishijima, sembra però aver perso il coraggio e la determinazione del passato, sconvolto dalla vista di ciò che può realmente produrre uno scontro tra Digimon; la sua paura finisce inevitabilmente per riflettersi su Greymon, che infatti alla fine ne esce sconfitto. A peggiorare le cose giungono altri due Kuwagamon, ma fortunatamente gli altri prescelti, convocati e scortati da misteriosi uomini in nero, arrivano in suo aiuto coi rispettivi partner, e ne nasce un acceso confronto. Due dei tre nemici vengono sconfitti, mentre il terzo, un attimo prima che possa infliggere il colpo di grazia a Garurumon, viene afferrato da una enorme mano oscura e trascinato a forza dentro un altro portale, che si richiude immediatamente.
Gli uomini in nero, passata la crisi, riportano i ragazzi a casa, e il giorno dopo, mentre l'opinione pubblica giapponese, memore degli attacchi del 1999 e del 2002, si mostra reticente e sospettosa nei confronti della ricomparsa dei Digimon, nella classe di Taichi, Yamato e Sora arriva una nuova studentessa, Meiko Mochizuki, originaria di Tottori, che tenta a più riprese di avvicinarli senza però trovare mai il coraggio di farlo.
Koushiro (Izzy) scopre che dietro a tutti questi eventi vi è la comparsa di strane anomalie nello spaziotempo di natura ancora ignota, ed esorta i suoi compagni a prepararsi a nuove, inevitabili battaglie, creando uno speciale programma informatico che permette a tutti loro di portare costantemente con sé i propri Digimon all'interno di un qualunque dispositivo elettronico. Taichi, però, mostra di non essere più quello di una volta, troppo preoccupato delle potenziali conseguenze tragiche delle battaglie contro i Digimon "infetti" per combattere a cuor leggero come in passato, e la cosa crea contrasti con Yamato.
Quella sera, mentre Sora, Mimi e Hikari si concedono una libera uscita assieme ai propri partner, Taichi e Yamato si recano dal professor Nishijima in cerca di risposte; questi afferma di fare parte di un ente speciale dei servizi segreti giapponesi creato su consiglio di Gennai per fare fronte alla comparsa, improvvisa quanto inspiegabile, di questi Digimon "impazziti", nati senza apparente motivo in una regione dello spaziotempo estranea sia al mondo reale che a quello digitale.
Per cercare di individuare le anomalie, Koushiro (modifica gli occhiali da motociclista di Taichi, tramutandoli in speciali localizzatori dimensionali, ed il giorno dopo assieme al resto del gruppo viene condotta una prima ricerca, che ha come risultato la scoperta di una gigantesca anomalia proprio sopra Odaiba. Purtroppo, prima che i ragazzi possano fare qualcosa, l'anomalia si trasforma in un portale da cui esce Alphamon, che si rivela fin da subito troppo potente per poter essere combattuto.
Taichi, dopo un duro confronto con Yamato, decide quindi di assumersi nuovamente le proprie responsabilità di prescelto, e a quel punto Agumon e Gabumon megadigievolvono e si uniscono per ricreare nuovamente Omnimon, il quale, dopo una dura lotta, costringe Alphamon alla ritirata. Nel mezzo della battaglia, poi, i ragazzi salvano anche la vita a Meiko, che passata la minaccia rivela di essere a sua volta una prescelta assieme al suo partner Digimon, Meicoomon; tuttavia, mentre Taichi e gli altri accolgono amichevolmente la loro nuova compagna, sia i servizi segreti che lo stesso Alphamon sembrano avere un interesse particolare per Meiko e Meicoomon.

### Ketsui
Il film si apre con Leomon che combatte contro Ogremon, infettato da una delle anomalie, nella Città della Rinascita; allo scontro assiste anche Ken, che veste nuovamente i panni dell'Imperatore Digimon. Nel frattempo nel mondo reale, i Digiprescelti (con l'eccezione di Joe) accolgono Meiko e Meicoomon nella loro squadra e festeggiano l'avvenimento con una gita alle terme di Obadaia. Lì il gruppo viene raggiunto da Nishijima e Himekawa: quest'ultima ammette di conoscere Meiko da molto tempo.
Quella sera, Ogremon giunge sulla Terra attraverso una distorsione, ma trova ad attenderlo le forze dell'agenzia governativa che monitora i Digimon. Ogremon viene messo in difficoltà dalle loro nuove armi e Leomon lo ritrascina indietro.
Il giorno dopo, Mimi e Meiko si offrono volontarie per gestire il bar della scuola durante la consueta fiera estiva, ma sulla via del ritorno ricompare Ogremon, che semina il caos. Nonostante gli avvertimenti di Koushiro, Mimi decide di combattere per dimostrare alla gente che non tutti i Digimon sono pericolosi, ma durante la lotta Palmon, digievoluta Togemon, rimane ferita e l'elicottero dei giornalisti che filmavano lo scontro finisce in mare, colpito dalla raffica di spine di Togemon, peggiorando così la situazione.
Mimi viene rimproverata dagli altri Digiprescelti e questo fatto la getta nello sconforto. Anche Joe ha i suoi problemi, in quanto si sente combattuto fra i suoi studi e il suo dovere di Digiprescelto. Casualmente i due s'incontrano e si confidano i reciproci dubbi.
Quella sera stessa, Leomon si presenta nella server room dove si trovano gli altri Digimon e percepisce la presenza di una spia, in quanto il luogo è sorvegliato da Hackmon. Koushiro riceve anche una strana e-mail da un mittente sconosciuto che reca lo strano messaggio "Bisogna provare le tenebre per trovare la luce". Nel frattempo, Gomamon lascia la casa di Joe e si unisce ai Digimon.

### Kokuhaku
Con il festival scolastico che si avvia alla conclusione, Meiko è traumatizzata dal cambiamento di Meicoomon e per l'uccisione di Leomon da parte del suo Digimon. Koushiro, nel frattempo, cerca con grande sforzo di capire cosa abbia causato l'infezione di Meicoomon. Le distorsioni continuano a causare problemi alle apparecchiature elettroniche, compresi i computer di bordo delle linee aeree. Yamato chiede a Himekawa e Nishijima di rivelargli qualche informazione in più; Himekawa acconsente, nascondendo però che le distorsioni sono causate da Meicoomon, fonte dell'infezione, e affermando che i Digiprescelti scomparsi (quelli della seconda generazione, ossia Daisuke Motomiya, Miyako Inoue e Iori Hida) sono al sicuro, mentre in realtà non se ne hanno notizie.
Il giorno dopo, nell'ufficio di Koushiro, dove i Digimon partner sono tenuti al sicuro in uno spazio virtuale, Takeru viene morso da Patamon, momentaneamente non più in sé: scopre così che il suo partner è infetto. Il ragazzo decide di nasconderlo agli altri e portarlo a casa sua. Ciò convincerà anche gli altri ragazzi a fare lo stesso con i propri Digimon, portandoli a casa dopo l'orario scolastico. Takeru, poi, decide di confidarsi con Meiko. Più tardi, a casa, Patamon si rende conto di essere infetto e chiede a Takeru di sopprimerlo nel caso faccia del male a lui o agli altri. Quella notte, tutti i dispositivi elettronici diffondono un messaggio: "i Digimon saranno liberati nuovamente". Il giorno dopo, in orario scolastico, i Digimon escono dall'ufficio di Koushiro, non sapendo di essere spiati dagli agenti di Himekawa e, in un secondo momento, dalla stessa Himekawa.
Patamon decide di confidare ai suoi compagni di essere infetto. Nel frattempo, Hikari viene controllata da Homeostasis, un misterioso messaggero, che tramite la ragazza comunica ai Digimon che la minaccia dei Digimon infetti potrebbe distruggere il mondo digitale e privare il mondo reale dei benefici dell'elettronica, potenzialmente distruggendolo, a meno che non venga compiuto un grande sacrificio. Con le informazioni in suo possesso, Himekawa deduce che, la prossima volta che Meicoomon apparirà, sarà operato un reboot di Digiworld, con conseguente reset del mondo a prima dell'infezione. Gatomon informa gli altri che anche loro sarebbero sottoposti al reboot, perdendo tutti i propri ricordi. I Digimon si preparano al peggio e decidono di trascorrere del tempo spensierato con i propri partner.

### Sōshitsu
Un flashback presenta il primo gruppo di cinque Digiprescelti, tra cui Himekawa e Nishijima, bambini, che combattono, con i propri partner Digimon, contro i Padroni delle Tenebre. Questi stanno per avere la meglio e attaccano proprio i due: il partner Digimon di Himekawa, Megadramon, livello evoluto di Bakumon (Tapirmon) resta ferito per proteggerli. Dopo che Homeostasis prende momentaneamente possesso del corpo di Himekawa, gli altri quattro Digimon partner digievolvono nei Digimon Supremi. Megadramon viene sacrificato per sconfiggere i nemici. Assorbendo il potere di tutti e quattro i digimon supremi, si trasforma in una freccia luminosa, scagliandosi contro i Padroni delle Tenebre riuscendo infine a respingerli, riportando l'armonia a Digiworld. Maki osserva sconvolta i dati di Megadramon che si disperdono nel cielo, domandandosi perché solo quattro sono stati scelti. Osservando il proprio digivice, che si è infine incrinato, mostra un’espressione di shock e dolore che rasenta la follia.
Nel presente, i Digiprescelti, dopo aver incontrato i loro partner Digimon in seguito al reboot, tentano di ristabilire un rapporto con loro.

### Kyōsei
Meicoomon, completamente impazzita per l'apparente uccisione di Meiko (che si rivelerà invece essere sopravvissuta) digievolve in Meicrackmon e scompare in una distorsione dimensionale. A quel punto, il fragile equilibrio venutosi a creare attraverso il reboot si spezza, e orde di Digimon iniziano ad invadere il mondo reale, minacciando in molti casi l'incolumità delle persone.
Parlando con il professor Nishijima e il padre di Meiko, Hackmon spiega loro che Meicoomon in realtà altro non è che un frammento del defunto Apokarimon, affidata da Homeostasis a Meiko nella speranza che ciò fosse sufficiente a soffocare l'oscurità che il Digimon si portava dentro; ora però quel potere è stato completamente risvegliato, e a questo punto Homeostasis è giunto alla conclusione che solo uccidendo Meicoomon si può sperare di impedire il collasso di entrambi i mondi.

### Bokura no mirai
Ordinemon si manifesta contemporaneamente nel mondo reale e in quello digitale, che iniziano a fondersi tra di loro secondo il volere di Yggdrasil, per poi scomparire all'interno di una distorsione.
I Digiprescelti, ancora sconvolti per l'apparente morte di Taichi e Nishijima, riescono, tramite una distorsione, a fare ritorno sulla Terra, che nel frattempo si vede assalita in ogni dove dai Digimon resi folli dall'avvento di Ordinemon, ma se da una parte Hikari si sente profondamente in colpa per la piega che gli eventi stanno prendendo, reputandosi responsabile della caduta di Gatomon, dall'altra Yamato deve confrontarsi per la prima volta con il peso e le responsabilità che gli vengono dal suo nuovo ruolo di capo.
Improvvisamente, Ordinemon riappare nel mondo reale, e la sua venuta segna anche la comparsa di una pioggia corrosiva capace di disintegrare qualunque cosa con cui venga a contatto; Yamato e gli altri provano a combattere, ma Ordinemon si rivela ben al di sopra di qualunque cosa siano in grado di affrontare. A quel punto, Hackmon si manifesta finalmente ai Digiprescelti, dopo che per tutto quel tempo aveva agito nell'ombra, spiegando loro che Homeostasis, come ultima disperata soluzione per salvare entrambi i mondi, non ha altra scelta se non attuare un reboot del mondo reale, cosa che eliminerà Ordinemon, ma che avrà anche come conseguenza l'azzeramento totale dell'elettronica mondiale. Tuttavia, se Yamato è propenso ad accettare tale soluzione, reputandola il male minore, Koushiro al contrario rifiuta categoricamente tale prospettiva, di cui teme le conseguenze catastrofiche.

## Personaggi
La serie ha come protagonisti gli otto digiprescelti originali insieme ai loro digimon partner, inoltre vengono introdotti nuovi personaggi.

## Sviluppo
La serie è stata annunciata per la prima volta durante l'evento chiamato Digimon Adventure 15th anniversary avvenuto il 1º agosto 2014. Alcuni dettagli sulla trama sono stati rivelati il 7 settembre 2014, dopo che un numero sufficiente di fan partecipò ad un gioco sul sito ufficiale. Il 13 dicembre 2014, Toei annunciò il titolo della serie e lo staff che la compone. Tra i membri vi sono: il regista Keitaro Motonaga, lo sceneggiatore Yuuko Kakihara e Atsuya Uki, per quanto riguarda il character design.
Il 10 marzo 2015, arriva la notizia della riconferma di tutto il cast vocale dei Digimon protagonisti, della opening e delle insert song di Digimon Adventure. Il 14 aprile 2015, arriva la notizia della messa in onda, che verrà rivelata il 6 maggio, insieme al promo ed il cast dei bambini prescelti, dopo una maratona di tre giorni, dal 4 al 6 maggio, con tutti gli episodi della prima serie.
Il 6 maggio 2015, viene annunciato che tri. non sarà una serie televisiva, bensì una serie di film divisa in 6 parti, con il primo Saikai, che viene distribuito il 21 novembre 2015. Il 18 settembre 2015, vengono confermati due nuovi personaggi, Maki Himekawa e Daigo Nishijima, doppiati corrispettivamente da Yūko Kaida e Daisuke Namikawa.
Il primo film, Saikai (Riunione) è stato distribuito nelle sale cinematografiche il 21 novembre 2015. Il secondo, Ketsui (Determinazione) è uscito il 12 marzo 2016.
Il terzo film, Kokuhaku (Confessione), è stato distribuito nei cinema dal 24 settembre 2016. Il quarto film, Sōshitsu (Perdita), è stato distribuito dal 25 febbraio 2017.
Il quinto film, Kyōsei (Simbiosi), è stato distribuito nei cinema dal 30 settembre 2017.
Il sesto film, Bokura no mirai (Il nostro futuro), è uscito nei cinema giapponesi il 5 maggio 2018
I film vengono distribuiti al di fuori dal Giappone attraverso lo streaming ufficiale delle piattaforme Crunchyroll, Hulu e AnimeLab nella loro forma originale, con l'unica differenza che ogni pellicola viene divisa in 4 episodi (5 per il terzo film).
I cinema indonesiani CGV Blitz, Cinemaxx e Platinum Cineplex hanno pubblicato a livello nazionale Reunion il 3 agosto 2016.

### Stile
In questa terza stagione è evidente il cambio di stile, e in un certo senso anche di pubblico, dell'anime. Se le prime due stagioni, Digimon Adventure e Digimon Adventure 02, erano caratterizzate da un tono allegro, a volte quasi comico, intervallato da alcuni momenti (pochi) più seri, che determinavano comunque un prodotto adatto ai bambini, questa stagione è invece caratterizzata da linee più drammatiche ed emotive, con un deciso avvicinamento a temi più sensibili che nelle altre stagioni erano solo accennati. In generale, Digimon Adventure tri. è rivolto ad un pubblico più adolescenziale, in linea anche con la crescita dei protagonisti.

### Edizione americana
Una versione doppiata in lingua inglese di Saikai, tradotto fedelmente come Reunion, è stata distribuita nei cinema americani da Eleven Arts. L'amministratore delegato Ko Mori, ha affermato che l'adattamento inglese si basa su quello giapponese, rimanendo fedele ai dialoghi ma presenta i nomi utilizzati nell'adattamento fatto dalla Saban Entertainment con le serie TV e una versione remixata della sigla americana. Fatta eccezione della sigla iniziale che va a sostituire il tema originale Butterfly, le altre canzoni Brave Heart e I Wish vengono mantenute come nell'originale. Reunion è stato mostrato in anteprima al Fathom Events il 15 settembre 2016, mentre la distribuzione intera per il Nord America è avvenuta dal 17 settembre al 6 ottobre 2016.
Il 17 gennaio 2017, Shout! Factory annuncia di aver acquistato i diritti di trasmissione e di pubblicazione home video dei primi tre film, confermando anche la presenza della doppia lingua nei DVD e Blu-ray Disc che usciranno prossimamente.

## Sequel
Il 5 maggio 2018, in occasione dell'uscita del sesto ed ultimo film della serie, la Toei Animation ha annunciato ufficialmente l'inizio di un nuovo progetto dedicato al franchise dei Digimon, senza specificare tuttavia se si tratterà di un sequel della saga tri. o piuttosto di una serie tutta nuova.
Il 29 luglio 2018 durante l'evento Digimon Kanshasai 2018 -Special Meeting in Odaiba-, viene annunciata la produzione di un nuovo film legato al franchise, dove i protagonisti saranno cresciuti di altri cinque anni, tra cui Taichi e Yamato, ritratti come ventiduenni.
Il 20 dicembre 2018, viene mostrata un'immagine con gli otto protagonisti, disegnati da Katsuyoshi Nakatsuru, il character design della prima stagione.
Il 6 luglio 2019, durante l'Anime Expo tenutosi a Los Angeles, viene mostrato un trailer di quello che sarà il nuovo film, il cui titolo ufficiale è Digimon Adventure: Last Evolution Kizuna.
Il giorno successivo viene invece rivelata la data di uscita della pellicola in Giappone, prevista per 21 febbraio 2020, con annessi alcuni dettagli sulla trama: Digimon Adventure: Last Evolution Kizuna sarà ambientato 5 anni dopo le vicende di Digimon Adventure tri., quindi nel 2010.